# Microterys elegans
Microterys elegans är en stekelart som beskrevs av Blanchard 1940. Microterys elegans ingår i släktet Microterys och familjen sköldlussteklar. Inga underarter finns listade i Catalogue of Life.